# Euro plus
     Eurozona
     Membri UE aderenti a Euro Plus
     Altri membri UE

Membri aderenti al patto Euro Plus
Eurozona
Membri UE aderenti a Euro Plus
Altri membri UE

Il Patto Euro Plus (o Patto Euro+, inizialmente chiamato anche Patto di competitività e poi Patto per l'euro) è un piano del 2011 con cui alcuni stati membri dell'Unione europea si sono impegnati a mettere in atto una serie di riforme politiche che dovrebbero migliorarne la solidità fiscale e la competitività.
Il piano è stato sostenuto dal governo francese e da quello tedesco per poi avere una diffusa adozione da altri paesi dell'Eurozona. È stato pensato come un successore più severo al Patto di stabilità e crescita, che non è stato attuato in modo coerente. È stato adottato nel Consiglio europeo nel marzo 2011. L'adesione è aperta a tutti gli Stati membri dell'Unione europea.

## Il Patto Euro Plus
Il Patto Euro-Plus è stato pensato con quattro obiettivi generali strategici, oltre a più specifiche strategie per raggiungere gli obiettivi.
I quattro obiettivi sono rafforzare la competitività, promuovere l'occupazione, rendere maggiormente sostenibile i vari bilanci statali, rafforzare la stabilità finanziaria ed attuare politiche fiscali di coordinamento.

## Critiche al patto Euro Plus
Nel settembre 2011, l'economista Klaus Dräger ha pubblicato un'analisi intitolata Il sado-monetarismo domina?! La governance economica Ue e le sue conseguenze, in cui esprime fortissime critiche al patto Euro Plus, da lui definito come "un tentativo di rompere il residuo potere dei sindacati dei settori pubblici e di lì poi ulteriormente imbrigliare il potere sindacale nel settore privato (che è già molto affievolito in un buon numero di stati membri".